# Джоел-Пітер Віткін
Джоел-Пітер Віткін (англ. Joel-Peter Witkin, нар. 13 вересня 1939) — американський фотограф, що живе в Альбукерке, Нью-Мексико. Його роботи часто стосуються таких тем, як смерть, трупи (іноді їх розчленовані частини), часто з вишукано прикрашеними фотомоделями, включаючи людей з карликовістю, трансгендерів та інтерсексуалів, а також людей, які живуть з різними фізичними особливостями. Віткіна часто хвалять за те, що він представляє ці фігури в позах, які відзначають і вшановують їх фізичні особливості в піднесеній, артистичній манері. Складні живі картини Віткіна часто нагадують релігійні епізоди або класичні картини.

## Біографія
Віткін народився в сім'ї єврея і матері -католички. Його брат-близнюк Джером Віткін і син Керсен Віткін також є художниками. Батьки Віткіна розлучилися, коли він був молодим, оскільки не змогли подолати свої релігійні розбіжності. Він відвідував гімназію в Saint Cecelia's у Брукліні, а потім навчався в середній школі Grover Cleveland High School.
У 1961 році Віткін пішов на службу в армію Сполучених Штатів з наміром зробити військову фотографію під час війни у В'єтнамі. Однак Віткін так ніколи і не побачив бойових дій у В'єтнамі. Віткін проходив військову службу у Форт-Худі, штат Техас, і в основному відповідав за громадську інформацію та секретні фотографії.
У 1967 році він став офіційним фотографом City Walls Inc. Він відвідував Cooper Union у Нью-Йорку, де вивчав скульптуру, отримавши ступінь бакалавра мистецтв у 1974 році. Колумбійський університет надав йому стипендію для навчання в аспірантурі, але ступінь магістра образотворчих мистецтв отримав в Університеті Нью-Мексико в Альбукерке.

## Впливи та теми
Віткін стверджує, що його бачення та чутливість випливають з епізоду, свідком якого він був у дитинстві, автомобільної аварії перед його будинком, у якій була обезголовлена маленька дівчинка.
«Це сталося в неділю, коли моя мама проводжала нас із братом-близнюком сходами багатоквартирного будинку, де ми жили. Ми збиралися до церкви. Йдучи коридором до входу в будівлю, ми почули неймовірний гуркіт, змішаний з криками та криками про допомогу. В аварію потрапили три автомобілі, в усіх їхали родини. Чомусь у розгубленості я вже не тримав маму за руку. Там, де я стояв біля узбіччя, було видно, як щось котиться з однієї з перекинутих машин. Він зупинився біля узбіччя, де я стояв. Це була голова маленької дівчинки. Я нахилився, щоб торкнутися обличчя, поговорити з ним, але перш ніж я встиг торкнутися, хтось відніс мене геть».
Віткін стверджує, що сімейні труднощі також вплинули на його роботу.
Його улюблений художник Джотто.
Його техніка фотографії спирається на ранні дагеротипи та роботи Ернеста Джозефа Беллока.
Ті роботи Віткіна, в яких використовуються трупи, довелося створювати в Мексиці, щоб обійти обмежувальні закони США. Через трансгресивний характер змісту його зображень його роботи були визнані експлуататорськими та іноді шокували громадську думку.
Його прийоми включають видряпування негативу, відбілювання або тонування відбитка та використання техніки друку з використанням хімікатів. Цей експеримент почався після того, як ми побачили амбротип 19-го століття жінки та її колишнього коханця, який зображення чоловіка було умисно затерте.
Фотографія Джоела-Пітера Віткіна «Санаторій (Sanitarium)» надихнула фінальну презентацію весняно-літньої колекції Alexander McQueen 2001 року, заснованої на зображеннях птахів. Стіни іншої коробки всередині штучної психіатричної палати впали, щоб відкрити дивовижну живу картину: лежача, оголена в масці, що дихає через трубку. і в оточенні метеликів, що пурхають.

## Документальні фільми
У 2011 році почалися зйомки повнометражного документального фільму «Джоел-Пітер Віткін: Об'єктивне око». У фільмі режисера Томаса Маріно розглядається життя та фотографії Віткіна. Окрім інтерв'ю з Віткіним, фільм містить інтерв'ю з власниками галерей, художниками, фотографами та вченими, які діляться уявленнями про вплив творчості Віткіна та його вплив на сучасну культуру. Фільм вийшов у 2013 році. Він буде частиною постійних колекцій Національної бібліотеки Франції в Парижі та Національної бібліотеки Чилі в Сантьяго, Чилі.
Joel-Peter Witkin: An Objective Eye вперше був публічно показаний у Сантьяго, Чилі, у Національній бібліотеці Чилі в 2013 році, як частина відкриття виставки Vanitas: Joel-Peter Witkin en Chile.
У 2017 році Тріша Зіфф зняла документальний фільм про нього та його брата Джерома Віткіна під назвою «Віткін і Віткін» .

## Публікації
- Боги Неба і Землі. Дванадцять дерев, 1989.
- Джоел-Пітер Віткін, «Дванадцять фотографій глибокого друку» (1994)
- Шлях шкоди: хіть і божевілля, вбивство і хаос. Пальми-близнюки, 1994.ISBN 9780944092286
- Джоел-Пітер Віткін: ретроспектива. Scalo: 1995 рік.ISBN 978-1881616207

## Виставки

### Персональні виставки
- Джоел-Пітер Віткін: Сорок фотографій, Бруклінський музей, Бруклін, Нью-Йорк, 1986;[9] Музей сучасного мистецтва Ла Хойя, Сан-Дієго, Каліфорнія, 1987[10]
- Vanitas: Joel-Peter Witkin en Chile, Biblioteca Nacional de Chile, Сантьяго, 2013. На відкритті цієї виставки відбулася прем'єра документального фільму «Джоель-Пітер Віткін: Об'єктивне око».

### Групові виставки
- Bodies, Fotografiska Museum, Стокгольм, 2010
- Рай чи пекло, Національна бібліотека Франції, Париж, 2012

## Колекції
Роботи Віткіна зберігаються в таких постійних колекціях:
- Чиказький інститут мистецтва, Чикаго, Іллінойс: 7 принтів (станом на 28 березня 2023)[11]
- High Museum of Art, Атланта, Джорджія: 1 принт (станом на 28 березня 2023)[12]
- Музей Дж. Пола Гетті, Лос-Анджелес, Каліфорнія: 7 відбитків (станом на 28 березня 2023)[13]
- Бібліотека Конгресу, Вашингтон, округ Колумбія[14][15]
- Художній музей округу Лос-Анджелес, Лос-Анджелес, Каліфорнія: 6 відбитків (станом на 28 березня 2023)[16]
- Museo Nacional Centro de Arte Reina Sofía, Мадрид, Іспанія: 3 гравюри (станом на 28 березня 2023)[17]
- Художній музей Філадельфії, Філадельфія, Пенсильванія: 7 відбитків (станом на 28 березня 2023)[18]
- Прінстонський художній музей, Прінстон, штат Нью-Джерсі: 24 роботи (станом на 28 березня 2023)[19]
- Музей сучасного мистецтва Сан-Франциско, Сан-Франциско, Каліфорнія: 4 копії (станом на 28 березня 2023)[20]
- Смітсонівський музей американського мистецтва, Вашингтон, округ Колумбія: 2 відбитки (станом на 28 березня 2023)[21]
- Stedelijk Museum, Амстердам, Голландія[22]
- Музей Вітні, Нью-Йорк: 1 принт (станом на 26 березня 2023)[23]

## Фільми про Віткіна
- Джоел-Пітер Віткін: Об'єктивне око (2013) — повнометражний документальний фільм режисера Томаса Маріно
- Віткін і Віткін (2017) — повнометражний документальний фільм режисера Тріші Зіфф про Віткіна та його брата Джерома[24]